# Thoás
Thoás (latinsky Thoas) je v řecké mytologii dosti časté jméno.

## Král na ostrově Lémnos
Jeho dcera Hypsipylé ho sice nejprve sesadila z trůnu, ale později mu zachránila život. Když totiž všechny lémňanky povraždily své muže za to, že si přiváděli nové ženy z pevniny, jediná Hypsipylé porušila dohodu a svého otce zachránila před smrtí tak, že ho v truhlici poslala na moře.
Za tuto zradu ji ostatní ženy prodaly do otroctví k nemejskému králi Lykúrgovi. Když tam ale z její nedbalosti byl velkým hadem uškrcen královský synáček Ofeltés, hrozila jí smrt a jenom přímluva vojáků jdoucích do války sedmi proti Thébám jí zachránila život.

## Král na Tauridě
Vládl na Tauridě (dnešním Krymu) v době, kdy tam byla kněžkou bohyně Artemidy, dcera krále Agamemnona Ífigeneia.
Dále jsou z mýtů známi dva válečníci z Trojské války. Jeden Thoás byl Achajec a vůdce aitólského vojska, druhý byl Trójan a padl v souboji s Meneláem, králem ze Sparty.